# Tayasan

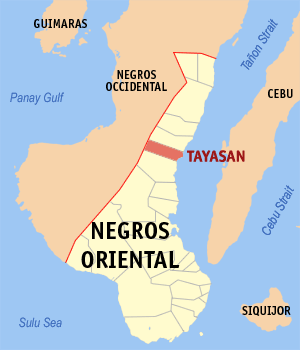
Bản đồ Negros Oriental với vị trí của Tayasan

Tayasan là một đô thị hạng 4 ở tỉnh Negros Oriental, Philippines. Theo điều tra dân số năm 2000, đô thị này có dân số 30.477 người trong 6.374 hộ.

## Barangay
Tayasan được chia thành 28 barangay.
| - Bacong - Bago - Banga - Cabulotan - Cambaye - Dalaupon - Guincalaban - Ilaya-Tayasan - Jilabangan - Lag-it - Linao - Lutay - Maglihe - Matauta | - Magtuhao - Matuog - Numnum - Palaslan - Pindahan - Pinalubngan - Pinocawan - Poblacion - Santa Cruz - Saying - Suquib - Tamao - Tambulan - Tanlad |